# Grănicești
Grănicești è un comune della Romania di 5 015 abitanti, ubicato nel distretto di Suceava, nella regione storica della Bucovina.
Il comune è formato dall'unione di 6 villaggi: Dumbrava, Grănicești, Gura Solcii, Iacobești, Românești, Slobozia Sucevei.
Grănicești è attraversata dalla Strada europea E85.
I monumenti più interessanti del comune sono due chiese ortodosse:
- La Chiesa di Grănicești, costruita nel 1758
- La Chiesa di Iacobești, costruita nel 1782